# Fragmenthea
Fragmenthea je první studiové album instrumentální metalové skupiny Abstract, vydané v roce 2005. Základ alba byl nahraný ve studiu Studio Exponent (Hlohovec) v roce 2000 v pětičlenné sestavě Peter "Lego" Lengsfeld (doprovodní kytara), Pavol Gáblik (sólová kytara), Tomáš "Julo" Balon (basová kytara), Miloš "Milosh" Fábry (klávesy) a Peter Gáblik (bicí). Deska byla vydána skupinou tentýž rok jako demo.
Na podzim roku 2004 podepsala skupina smlouvy s vydavatelstvím Dawnart Records a následně došlo k oficiálnímu vydání alba Fragmenthea v nové grafické úpravě a doplněného o bonusovou skladbu "Sorseria", která byla nahrána ve studiu MF POPRAD u Martina Barly. Skupina Abstract také k tomuto albu připravila i svůj první videoklip ke skladbě Man of Knowledge, který vytvořila Kristína Macíková a Jerguš Horecký (Christina Video Production) podle scénáře Petra "Lega" Lengsfelda.
Album bylo oficiálně vydáno 19. 6. 2005 na jednom CD nosiči a obsahovalo celkem 11 skladeb a 1 videoklip ke skladbě Man of Knowledge. Grafický návrh obalu a jeho koneční úpravu udělal Marian "Dino" Dieneš.

## Zajímavosti z alba
Navzdory tomu, že mělo album "Fragmenthea" dobrý ohlas u veřejnosti, jako i u recenzentů v médiích, a s jeho propagací pomáhal skupině i Jarda Bezruč z In Deed Hell, nepodařilo se pro něj zabezpečit vydavatele . K samotnému studiovému vydání alba došlo až za pět let po ponuce od vydavatelství Dawnart records. Podmínkou vydání alba bylo natočení videoklipu a bonusové skladby. Skupině Abstract se ji podařilo splnit a v roce 2005 došlo k oficiálnímu znovuvydání tohohle alba doplněného o bonusy pod záštitou tohoto vydavatelství.Na albu se tak popři původních 10 skladbách nachází také i nová instrumentální skladba "Sorseria" a bonusový videoklip ke skladbě "Men Of Knowledge“, který byl natočen v lednu 2005 v Banské Bystrici podle scénáře Petra "Lega" Lengsfelda v režii Christina Video Production.

## Seznam skladeb
1. „Of These Centuries“ – instrumentální skladba – 06:41
2. „When Men Cry“ – instrumentální skladba – 06:48
3. „A Fragment Of Night Sorrow“ – instrumentální skladba – 06:17
4. „Last Of Melancholy“ – instrumentální skladba – 04:15
5. „Men Of Knowledge“ – instrumentální skladba – 06:34
6. „Shades Of Mountains“ – instrumentální skladba – 07:01
7. „Assorted Feelings“ – instrumentální skladba – 03:36
8. „Dark Spectral Light“ – instrumentální skladba – 04:49
9. „...Aj Sochy Budú Plakať Krv“ – instrumentální skladba – 04:06
10. „There Is The Only One Way“ – instrumentální skladba – 02:37
11. „Sorseria (bonus track)“ – instrumentální skladba – 06:16
12. „Men Of Knowledge“ – videoklip – 06:34